# حركة أمة الإسلام
تعتبر أمة الإسلام (بالإنجليزية: Nation of Islam) في الولايات المتحدة الأمريكية إحدى المنظمات أو المؤسسات أو القوى الفاعلة في صفوف السود الأمريكيين، وتكاد تكون أكثرهم نفوذا بما تملكه من تنظيم وإدارة فاعلة بين المسلمين السود. تعتبر منظمة أمة الإسلام القوة الأكبر في صفوف المسلمين السود وإن لم تتوافر معلومات شاملة عن عددهم، تبنت هذه المنظمة الإسلام بمفاهيم مختلفة تماما عن العقيدة الإسلامية، ارتكزت على العنصرية للرجل الأسود أو تفوق العرق الأسود، وأطلق عليها اسم أمة الإسلام، أسست سنة 1930 على يد رجل أسود أصله مجهول اسمه والاس فرد محمد ظهر في ديترويت سنة 1929 ثم اختفى كما ظهر فجأة، وحمل لواء الحركة بعده رجل اسمه إليجا محمد وعلى يديه تأصلت عقيدة هذه المنظمة، ويعبر عنها في كتابه «Blackman in America» وقد تعرضت المنظمة لعدة انشقاقات أهمها حدث خلال حياة إلايجا وهو خروج المتحدث الرئيسي باسم المنظمة مالكوم إكس منها وإنكار عنصريتها ومحاولة التوجه نحو الإسلام، وتأسيسه منظمة المسجد الإسلامي، والانشقاق الثاني قام به ابن أليجا والاس أو وارث الدين محمد الذي حول كل الحركة إلى اسم البلاليون بعد وفاة والده إلايجا 1975 وتركه 75 مركزًا للمنظمة وأصولًا ضخمة لها تقدر بملايين الدولارت، أم الرافضين للتحول إلى الإسلام فبقوا مع الواعظ لويس فرخان محمد الذي تمسك باسم القديم للمنظمة والاعتقادات القديمة بكل ما فيها من عنصرية سوداء ومخالفة صريحة لشعائر وعقائد الإسلام، وهكذا أصبحت الحركة الأصلية فرقتين إما بلاليون (إسلام سنة) يمثلهم جمعية المسلمين الأمريكان American Society of Muslims أو إليجيون (توجه قومي عنصري مع عقائد خاصة) تمثلهم المنظمة الأصل أمة الإسلام NOI.

## العقيدة
من أهم عقائد هذه المنظمة:
- اعتقاد تفوق الجنس الأسود على الأبيض،
- اعتقاد أن الملاك أسود اللون وأن الشيطان أبيض اللون.
- يعتقدون أن الإله ليس شيئاً غيبيًا بل يجب أن يكون متجسدًا في شخص، وهذا الشخص هو فارد، لذلك الصلاة عندهم عبارة عن قراءة الفاتحة مع التوجه نحو مكة واستحضار صورة فارد في الذهن. وقد عدل فرخان هذا الاعتقاد وقال إن فاراد هو المهدي
- يوم المخلص وهو احتفال بميلاد فارد
- يعتقدون أن إليجا محمد من ضمن رسل الله،
- وكان إليجا محمد لا يؤمن بالغيبيات كلها،
- فرض إليجا عليهم الصوم في شهر ديسمبر
- ألزم أتباعه بدفع 10% من كل ما يكسبونه لصالح الحركة.
- لديهم اعتقاد خاص بيعقوب (الأسود) الي خلق البيض
- يعتقدون أن البشر ثلاثة أصناف 85% صم وبكم وعمي، و10 متلاعبين بالأغلبية، و5% معلمين صالحين، وبين المعلمين والمتلاعبين صراع دائم.[5][6]
- منذ 2010 أعلن فرخان تبني الديانية وشجع أعضاء الحركة على ممارسة التدقيق في كنائس السينتيولوجي[7]
- لم تدخل شعائر الإسلام (كصوم رمضان والصلاة) في الحركة إلا بعد إصلاحات وارث الدين محمد

## دواعي التنظيم
أمة الإسلام لم تحقق هذا النمو الكبير فقط لتاريخها الطويل فقد تأسست قبل أكثر من سبعين سنة، ولكن هناك جملة عوامل ساعدتها في هذا النهوض أبرزها ما يتعرض له الأمريكيون السود من اضطهاد وعسف وعنصريه وكراهيه من الأمريكيين.
حاليًا الجماعة باسمها الأصلي تحت قيادة لويس فرخان محمد، الذي انشقّ عن المنظمة الأم عام 1977 بعد أن تغير اسمها إلى البلاليون تحت قيادة وارث الدين محمد بن إليجاه محمد، ثم بدأ لويس فرخان محمد بإعادة هيكلتها حسب وصايا المعلم الأب إليجاه محمد.

## مالكوم إكس وأمة الإسلام
توسم إليجا محمد في مالكوم إكس النباهة والثورية والقدرة الإقناعية فضمه لمجلس إدارة الحركة وجعله وزيرًا «أي إمامًا» لمعبد رقم 7 بنيويورك، أبدى مالكوم كفاءة دعوية فائقة وزار الجامعات والحدائق والسجون وأماكن تجمع الناس، وأسلم على يديه الكثيرون، منهم الملاكم العالمي «محمد علي كلاي» وفتحت له قنوات التلفاز أبوابها وعقد المناظرات على الهواء وذاع صيته بقوة. وتختلف التقديرات بحجم تأثيره ولكنه ضاعف عدد المنتسبين إلى أمة الإسلام أضعافًا كثيرة

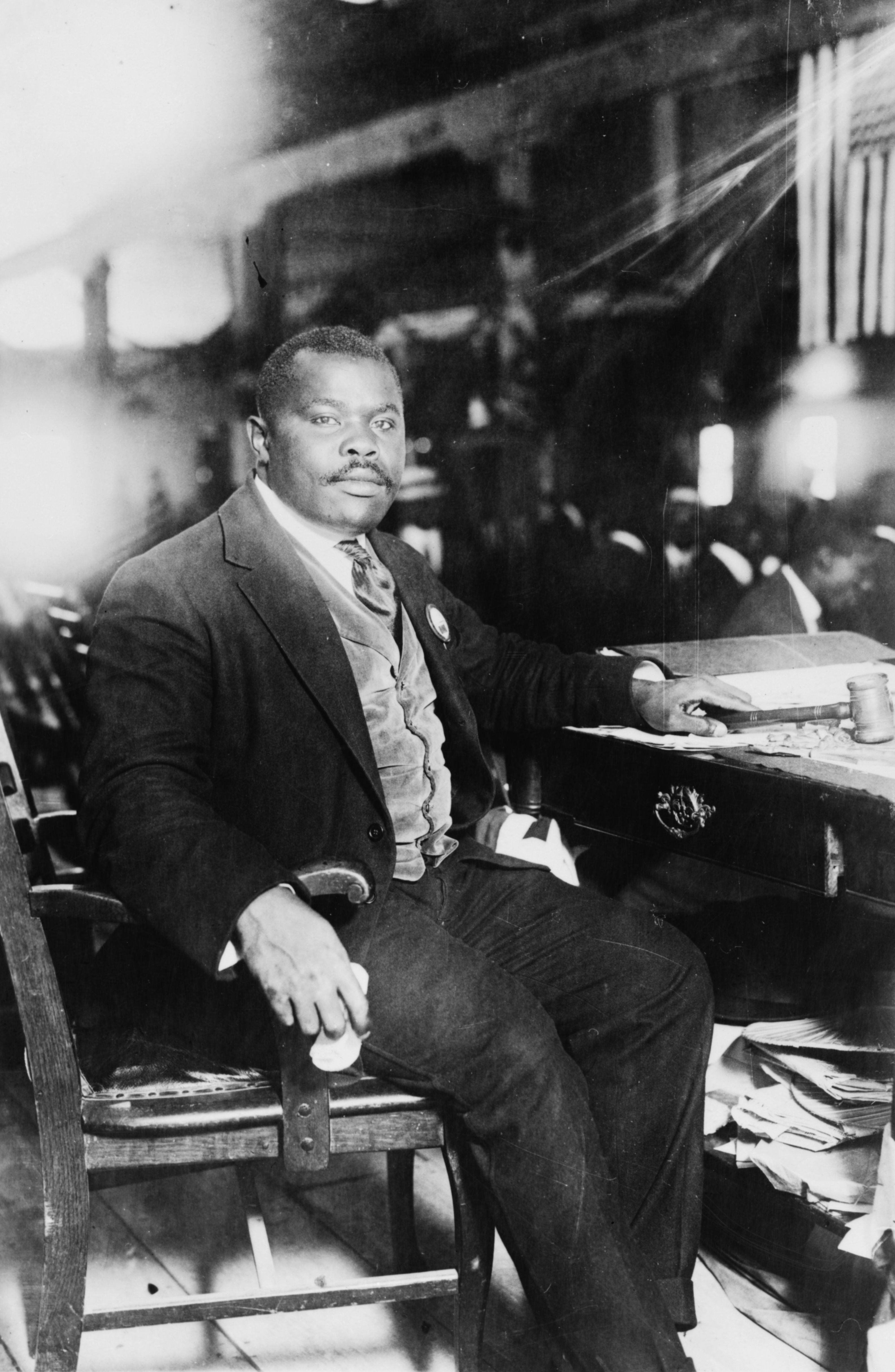
ماركوس غارفي مؤسس الحركة الفعلي.

حدث تحول جذري في حياة مالكوم إكس، عندما ذهب للحج سنه 1962، ويقول: «لقد أوسع الحج نطاق تفكيري وفتح بصيرتي فرأيت في أسبوعين ما لم أره في تسعٍ وثلاثين سنة، رأيت كل الأجناس من البيض ذوي العيون الزرق حتى الأفارقة ذوي الجلود السوداء وقد ألَّفت بين قلوبهم الوحدة والأخوة الحقيقية فأصبحوا يعيشون وكأنهم ذاتٌ واحدة في كنف الله الواحد»، وهناك التقى مع العلماء والمشايخ وقابل الملك فيصل والذي قال له: إن حركة أمة الإسلام خارجة عن الإسلام بما تعتقده من ضلالات، فطاف مالكوم بلاد الإسلام للاستزادة فدخل مصر والسودان والحجاز والتقى مع شيخ الأزهر ومع الشيخ حسنين مخلوف مفتي مصر، ثم عاد لأمريكا وأعلن إسلامه من جديد، وبدأ مرحلة جديدة وخطيرة وأخيره من حياته. عاد «مالك شباز» لأمريكا سنة 1963 وأخذ في الدعوة للعقيدة الصحيحة، وحاول إقناع إليجا محمد بالحق والذهاب للحج، ولكن إليجا رفض بشدة وطرده من الحركة، فشكل «مالك» جماعة جديدة سماها «جماعة أهل السنة» وأخذ في الدعوة للدين الصحيح فانضم إليه الكثيرون أولهم والاس بن إليجا محمد نفسه، وأخذ إليجا محمد في تهديد مالك بالقتل، ولكنه لم يخف أو يتوقف فشن عليه إليجا حملة دعائية إعلامية شرسة لصرف الناس عنه، فلم تزد هذه التهديدات مالكًا إلا إصرارًا، واشتركت الصحف الأمريكية في التضييق على مالك، رغم أنها كانت من قبل تفتح له أبوابها لما كان يدعو للعقائد المغايرة للإسلام السني.

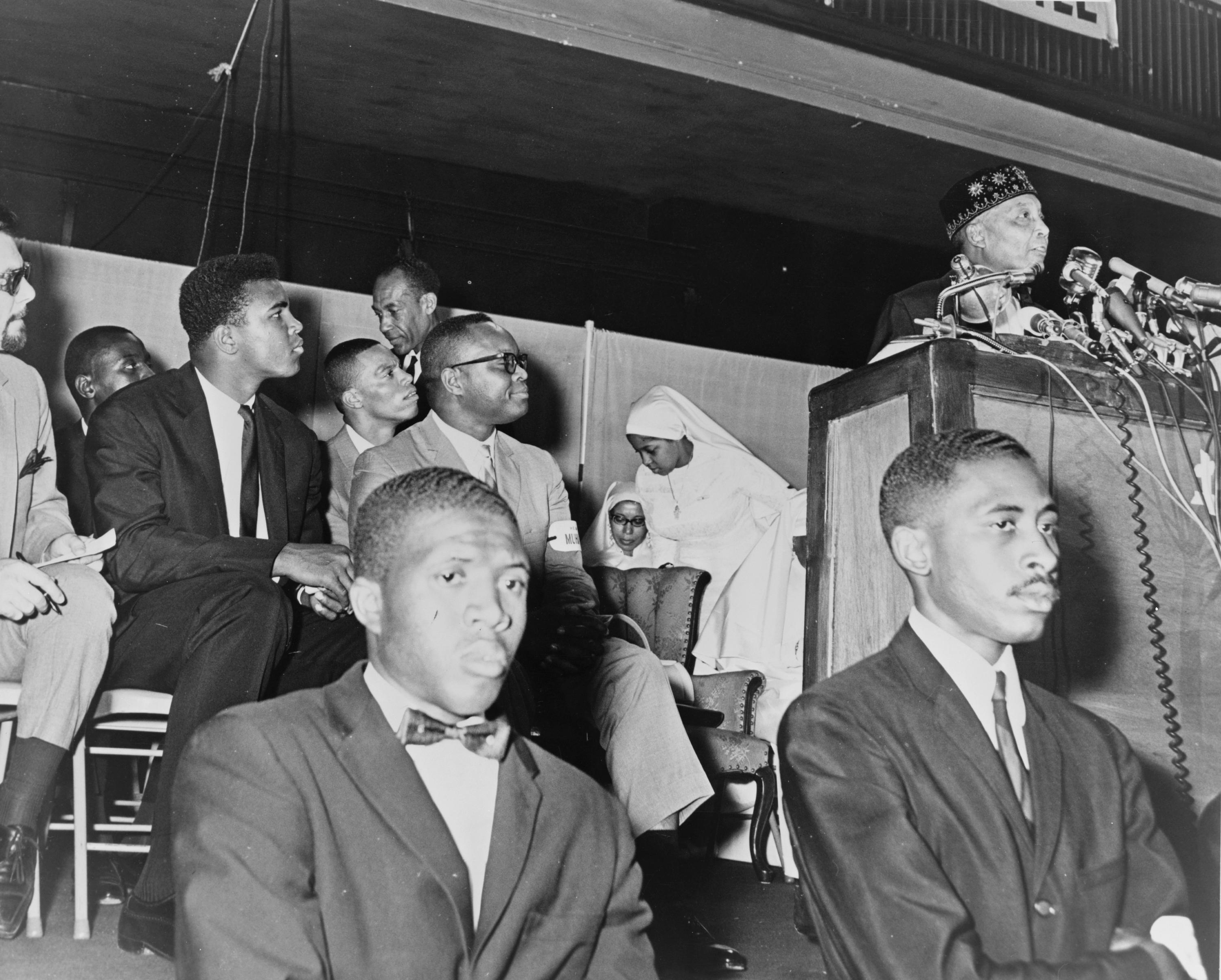
إلايجا محمد يخطب في جمهور يحضره الملاكم محمد علي كلاي الذي دعاه مالكوم إكس

ظل مالك شباز يدعو للعقيدة الإسلامية غير عابئ بالتهديدات. اغتيل يوم 21 فبراير سنة 1965، حيث أطلق ثلاث من الشبان السود النار عليه أثناء إلقائه لمحاضرة في جامعة نيويورك فمات على الفور وقد كان في الأربعين من عمره، وقبض على أحد مطلقي النار.

## أمة الإسلام بعد إليجا ومالكوم
لقد كانت عملية اغتيال مالك شباز «مالكوم إكس» بما يلفها من غموضا نقطة تحول فاصلة في سير حركة أمة الإسلام، حيث تركها الكثير من أتباعها والتحقوا بجماعة أهل السنة، وبعد وفاة إليجا محمد تغيرت أفكار الحركة، وتولى والاس بن إليجا محمد رئاسة الحركة وتسمى بوارث الدين محمد وصحح أفكار الحركة، وغير اسمها إلى «البلاليون» نسبة إلى بلال بن رباح.
تولى لويس فرخان محمد إعادة هيكلة أمة الإسلام والاستمرار على نهج معلمه إليجا محمد متجاهلا وارث الدين محمد الذي انشق عن أمة الإسلام واسس جمعية خاصة به. توفي وارث الدين محمد سنة 2008، فيما لا يزال لويس فركان يرأس منظمة أمة الإسلام إلى يومنا هذا.